# Stelis diversicolor
Stelis diversicolor är en biart som beskrevs av Crawford 1916. Stelis diversicolor ingår i släktet pansarbin, och familjen buksamlarbin. Inga underarter finns listade i Catalogue of Life.